# Bidassoa (bateau)
Pour les articles homonymes, voir Bidassoa (homonymie).
La Bidassoa  est un bâtiment de la Marine nationale. Il est le cinquième de la série des « Bâtiments de Débarquement de Chars » (BDC) de classe Trieux. Il fut le premier navire de guerre français à le porter. Son indicatif visuel était L9004.

## Caractéristiques
Capables de naviguer à 11,5 nœuds, il pouvait embarquer 4 péniches de débarquement et pouvait transporter jusqu'à 800 militaires.. Il dispose un pont d'envol pour mettre en œuvre des hélicoptères.

## Historique
Dans son dossier de présentation générale, son commandant en disait en 1980 : « Ce bâtiment de transport opérationnel porte le nom d’un petit fleuve côtier séparant la France et l’Espagne à travers le pays basque et que bordent les communes d’Urrugne, d’Hendaye et de Biriatou qui en ont accepté le parrainage à sa naissance en 1961. Lancé en décembre 1960 par les ateliers et chantiers de la Seine-Maritime, la marraine en fut Madame Viaud, belle fille de Pierre Loti. Pour les cérémonies de parrainage du 1er au 5 juillet 1961 étaient associées les autorités espagnoles de Fontarrabie, d’Irun et de Bera ainsi que celles de la station navale espagnole. » 
Le BDC Bidassoa a été basé à Lorient à partir de février 1964, puis à Toulon de juillet 1983 a mars 1984,durée de son engagement dans la guerre du Liban, puis retour a Lorient jusqu'à son désarmement. Il a navigué principalement en Méditerranée et le long des côtes d’Afrique occidentale. Il a même « poussé » jusqu'en Amérique du Sud, aux Antilles et aux États-Unis ainsi qu’en océan Indien. Il a participé à de nombreuses missions opérationnelles de soutien de nos forces terrestres engagées notamment en Tunisie et en Algérie, au Liban pour l’ONU (mission « Olifant », en 1983 notamment), en Côte d'Ivoire et au Cameroun (pour nos éléments stationnés au Tchad) ainsi qu’à Madagascar et à La Réunion. Au titre de la coopération avec les pays africains, il a pris part en outre régulièrement à de grands exercices amphibies franco sénégalais. 
La Bidassoa a été désarmée à Lorient le 12 décembre 1986. Elle gît au fond de la mer d'Iroise après avoir de cible de tir le 19 septembre 1989 aux bâtiments de l'Escadre de l'Atlantique et aux Super-Etendard de l'Aéronautique navale à l'issue de l'exercice Sharp Spear.
Au cours de sa carrière ce  BDC a parcouru l’équivalent de 18 tours du monde (plus de 400.000 nautiques) et effectué plus de 300 plageages sur les rivages de l’Atlantique et de la Méditerranée et en Océan Indien.
Les  BDC prirent la relève des « Landing Ship Tank » (L.S.T) américains qui s’illustrèrent lors des débarquements de Normandie et de Provence, ainsi que dans le Pacifique. Huit d’entre eux ont navigué sous pavillon français, grâce au plan Marshall, et ont sillonné vaillamment, avec nos cinq BDC, pendant 30 ans, les mers « chaudes » de notre planète.

## Navires jumeaux
Les cinq bâtiments de débarquement de chars français portaient tous des noms de fleuves côtiers. Les quatre sister-ships de la Bidassoa sont :
- Argens, L9003 (ACB);
- Blavet, L9009 (ACB);
- Dives, L9008 (ACSM);
- Trieux, L9007 (ACB).